# Liberalismo moderno en los Estados Unidos
El liberalismo moderno es una forma de socioliberalismo desarrollado en Estados Unidos a partir de ideas progresistas tales como el nuevo nacionalismo de Theodore Roosevelt, la nueva libertad de Woodrow Wilson, parcialmente el New Deal de Franklin D. Roosevelt, la nueva frontera de John F. Kennedy y la gran sociedad de Lyndon Johnson. Combina el socioliberalismo y el progresismo —asociado con el ala izquierda del Partido Demócrata— apoyando el Estado social y la economía mixta. Entre sus reivindicaciones históricas destacan el sufragio de los afroamericanos, el derecho al aborto, los derechos de las personas LGBTQ+, los derechos garantizados por el gobierno, a la educación y a la asistencia sanitaria.
El keynesianismo ha jugado un papel central en la filosofía económica de los liberales estadounidenses. El argumento ha consistido en que la prosperidad nacional requiere una intervención gubernamental de la macroeconomía, para mantener bajas las tasas de paro, la inflación bajo control y el alto crecimiento. John F. Kennedy caracteriza al liberal de la siguiente forma:

...alguien que mira hacia el futuro y no hacia el pasado, alguien que da la bienvenida a nuevas ideas sin reacciones rígidas, alguien preocupado por el bienestar de la gente -su salud, su alojamiento, sus escuelas, sus trabajos, sus derechos civiles y sus libertades- alguien que cree que podemos romper el estancamiento y las sospechas que nos constriñen en nuestras políticas hacia el extranjero. Si esto es lo que quieren decir con un "liberal", entonces estoy orgulloso de proclamar que soy un "liberal".

La mayoría de liberales estadounidenses apoyan una Economía mixta porque temen los extremos de riqueza y de pobreza bajo un capitalismo desenfrenado; apuntan a la prosperidad generalizada disfrutada en virtud de la Economía mixta en los años posteriores a la Segunda Guerra Mundial. Creen que todos los ciudadanos tienen derecho a ver cubiertas sus necesidades básicas y defienden la protección del medio ambiente. El liberalismo moderno en los Estados Unidos está típicamente asociado al Partido Demócrata.

## Antecedentes (siglosXVIIIyXIX)
Los orígenes del liberalismo estadounidense están en la ideología política de la Ilustración. La Constitución de los Estados Unidos de 1787 estableció el primer Estado contemporáneo con soberanía popular y división de poderes, sin monarquía ni nobleza hereditaria; y cuya forma de estado era la de una república compuesta de estados federados. No obstante, sus limitaciones eran notables, particularmente en la esclavitud, lo que era reconocido incluso por sus fundadores (Founding Fathers), como necesario para mantener la unión.
En los siglos XVIII y XIX se extendió la democracia cada vez a grupos mayores dentro de la sociedad. Los estados fueron aboliendo restricciones al derecho al voto desde comienzos del siglo XIX. La Constitución se enmendó en 1865 para abolir la esclavitud, y en 1870 se extendió el voto a los negros.

#### Era progresista
A medida que los Estados Unidos progresaban económicamente y se industrializaban, los liberales comenzaron a considerar la corrupción y la concentración de poder económico (monopolios o trusts) como amenazas a la libertad. Durante la llamada Progressive Era (era progresista) que comienza a finales del siglo XIX, se aprobaron leyes antimonopolio (United States antitrust law) y se regularon los ferrocarriles (Interstate Commerce Act of 1887).

Según James Reichley, el término "liberalismo" tomó su actual significado en Estados Unidos en la década de  1920. Antes solía designar al liberalismo clásico, que propugna el gobierno limitado, la libertad religiosa y el libre mercado. El término progressivism (progresismo) se aplicaba a personajes como Theodore Roosevelt, que propugnaban una ligera intervención del gobierno. En los años veinte el término progresista se asoció a políticos como Robert M. La Follette, que propugnaba la propiedad pública de los ferrocarriles y otros sectores en su campaña electoral de 1924. El progresismo también se asociaba con el radicalismo, que pedía reformas más moderadas. El término fue haciéndose poco atractivo a ciertos grupos por su asociación con el Partido Republicano y con el movimiento Social Gospel (Evangelio Social). A finales de los años veinte y años treinta, figuras políticas como Franklin D. Roosevelt fueron crecientemente adoptando el término "liberal" para describir a los partidarios de alguna forma de interveno, pero que se opone a reformas más radicales.

## Cuestiones en elsigloXXI
En el discurso político estadounidense de principios del siglo XXI, el liberalismo moderno ha aportado su apoyo a causas como los derechos reproductivos de la mujer -incluyendo el aborto-, afirmación de grupos minoritarios históricamente discriminados, multilateralismo y apoyo a las instituciones internacionales, apoyo a los derechos individuales sobre los derechos corporativos, apoyo a las asistencia sanitaria universal para los habitantes de los Estados Unidos y oposición a los recortes de impuestos a los más pudientes.

## Diferencias del uso del término liberalismo en Europa y en Estados Unidos
Hoy en día, el término liberalismo se usa de forma diferente en los diversos países. Uno de los grandes contrastes se encuentra en el uso que se da a este término en Estados Unidos frente al que se da en la Europa continental y gran parte de Latinoamérica. 
En Estados Unidos y Canadá se asocia el término liberal como aquel que defiende los postulados generales del Partido Demócrata, una economía con cierta intervención estatal (socioliberalismo), la justicia social, y se acercan a ideas progresistas o de izquierdas; mientras que en Europa y América Latina se asocia el término liberal  con el liberalismo económico, que propugna la defensa de una economía capitalista con la mínima intervención del Estado.
El término liberal en Europa o en gran parte de América Latina se acerca más al liberalismo económico y clásico, mientras que el liberalismo americano se acerca más al progresismo demócrata. Misma situación ocurre en Colombia, donde a los liberales se los considera el lado socialdemócrata y progresista del panorama político nacional históricamente.